# Tweedieia
Tweedieia is een geslacht van kreeftachtigen uit de klasse van de Malacostraca (hogere kreeftachtigen).

## Soorten
- Tweedieia brevidactyla Dai & Yang, 1998
- Tweedieia laysani (Rathbun, 1906)
- Tweedieia odhneri (Gordon, 1934)